# Malgasochilo autarotellus
Malgasochilo autarotellus är en fjärilsart som beskrevs av Stanislas Bleszynski 1970. Malgasochilo autarotellus ingår i släktet Malgasochilo och familjen Crambidae. Inga underarter finns listade i Catalogue of Life.